# Derek Humphry
Derek Humphry (Bath, Inglaterra, 29 de abril de 1930-2 de enero de 2025) fue un periodista nacionalizado estadounidense, escritor, fundador en 1980 de la Hemlock Society USA y antiguo presidente de la World Federation of Right to Die Societies, ambas para apoyar la descriminalización de la eutanasia voluntaria.
Es autor de Jean's Way y del superventas Final Exit; es también presidente de la Euthanasia Research & Guidance Organization y consejero de la red Final Exit Network. Vive en Junction City (Oregón).